# Campeonato Mundial de Atletismo de 2015 - 100 m feminino
A prova dos 100 metros feminino do Campeonato Mundial de Atletismo de 2015 foi disputada entre 23 e 24 de agosto no Estádio Nacional de Pequim, em Pequim.

## Recordes
Antes desta competição, os recordes mundiais e do campeonato nesta prova eram os seguintes.
| Tipo                  | Atleta                   | Tempo | Local        | Data                 | Ref |
| --------------------- | ------------------------ | ----- | ------------ | -------------------- | --- |
|                       | Florence Griffith Joyner | 10.49 | Indianápolis | 16 de julho de 1988  | ver |
| Recorde do campeonato | Marion Jones             | 10.70 | Sevilha      | 28 de agosto de 1999 | ver |

## Medalhas
| Ouro                          | Prata                 | Bronze           |
| Shelly-Ann Fraser-Pryce (JAM) | Dafne Schippers (NED) | Tori Bowie (USA) |

## Cronograma
Todos os horários são locais (UTC+8).
| Data         | Hora  | Evento        |
| ------------ | ----- | ------------- |
| 23 de agosto | 12:00 | Eliminatórias |
| 24 de agosto | 19:40 | Semifinal     |
| 24 de agosto | 21:35 | Final         |

## Resultados

### Eliminatórias
Qualificação: Os 3 de cada bateria (Q) e os 3 melhores tempos  (q) avançam para a semifinal. 
Vento: Bateria 1: +0,5 m/s, Bateria 2: -1,3 m/s, Bateria 3: -1,2 m/s, Bateria 4: +2,3 m/s, Bateria 5: -1,6 m/s, Bateria 6: +1,5 m/s, Bateria 7: -0,5 m/s.
| Classificação | Bateria | Atleta                  | Nacionalidade                   | Tempo | Notas |
| ------------- | ------- | ----------------------- | ------------------------------- | ----- | ----- |
| 1             | 1       | Tori Bowie              | Estados Unidos                  | 10,88 | Q     |
| 1             | 4       | Shelly-Ann Fraser-Pryce | Jamaica                         | 10,88 | Q     |
| 3             | 4       | Marie-Josee Ta Lou      | Costa do Marfim                 | 10,95 | Q     |
| 4             | 3       | Michelle-Lee Ahye       | Trinidad e Tobago               | 10,98 | Q     |
| 5             | 5       | Dafne Schippers         | Países Baixos                   | 11,01 | Q     |
| 6             | 1       | Veronica Campbell-Brown | Jamaica                         | 11,04 | Q     |
| 7             | 2       | Blessing Okagbare       | Nigéria                         | 11,07 | Q     |
| 8             | 2       | Natasha Morrison        | Jamaica                         | 11,08 | Q     |
| 8             | 4       | Carina Horn             | África do Sul                   | 11,08 | Q     |
| 10            | 3       | Ivet Lalova             | Bulgária                        | 11,09 | Q, SB |
| 11            | 3       | Murielle Ahouré         | Costa do Marfim                 | 11,10 | Q     |
| 12            | 3       | Ezinne Okparaebo        | Noruega                         | 11,12 | q, SB |
| 13            | 6       | Kelly-Ann Baptiste      | Trinidad e Tobago               | 11,13 | Q     |
| 14            | 7       | Rosângela Santos        | Brasil                          | 11,14 | Q     |
| 15            | 5       | Semoy Hackett           | Trinidad e Tobago               | 11,16 | Q, SB |
| 15            | 7       | English Gardner         | Estados Unidos                  | 11,16 | Q     |
| 17            | 6       | Mujinga Kambundji       | Suíça                           | 11,17 | Q, NR |
| 18            | 6       | Sherone Simpson         | Jamaica                         | 11,22 | Q     |
| 19            | 7       | Chisato Fukushima       | Japão                           | 11,23 | Q, SB |
| 20            | 2       | Viktoriya Zyabkina      | Cazaquistão                     | 11,24 | Q     |
| 21            | 1       | Asha Philip             | Grã-Bretanha                    | 11,28 | Q     |
| 21            | 6       | Wei Yongli              | China                           | 11,28 | q, PB |
| 23            | 5       | Jasmine Todd            | Estados Unidos                  | 11,29 | Q     |
| 23            | 4       | Ramona Papaioannou      | Chipre                          | 11,29 | q     |
| 23            | 4       | Rebekka Haase           | Alemanha                        | 11,29 |       |
| 26            | 6       | Khamica Bingham         | Canadá                          | 11,30 |       |
| 27            | 3       | Crystal Emmanuel        | Canadá                          | 11,33 |       |
| 28            | 1       | Gina Lückenkemper       | Alemanha                        | 11,34 |       |
| 29            | 5       | Olesya Povh             | Ucrânia                         | 11,40 |       |
| 30            | 2       | Naomi Sedney            | Países Baixos                   | 11,41 |       |
| 30            | 2       | Verena Sailer           | Alemanha                        | 11,41 |       |
| 32            | 7       | Maja Mihalinec          | Eslovênia                       | 11,42 |       |
| 33            | 3       | Isidora Jiménez         | Chile                           | 11,47 |       |
| 33            | 5       | Tahesia Harrigan-Scott  | Ilhas Virgens Britânicas        | 11,47 |       |
| 35            | 6       | Narcisa Landazuri       | Equador                         | 11,48 |       |
| 35            | 7       | Sheniqua Ferguson       | Bahamas                         | 11,48 |       |
| 37            | 1       | Olga Safronova          | Cazaquistão                     | 11,49 |       |
| 38            | 1       | Inna Eftimova           | Bulgária                        | 11,50 |       |
| 39            | 4       | Mediam Vargas           | Venezuela                       | 11,51 |       |
| 40            | 5       | Kimberly Hyacinthe      | Canadá                          | 11,54 |       |
| 41            | 2       | Melissa Breen           | Austrália                       | 11,61 |       |
| 42            | 7       | Natalia Pohrebniak      | Ucrânia                         | 11,62 |       |
| 42            | 7       | Andrea Purica           | Venezuela                       | 11,62 |       |
| 44            | 3       | Aziza Sraity            | Líbano                          | 11,98 |       |
| 45            | 6       | Hafsatu Kamara          | Serra Leoa                      | 12,13 |       |
| 46            | 5       | Adriana Alves           | Angola                          | 12,19 | PB    |
| 47            | 1       | Valentina Meredova      | Turquemenistão                  | 12,25 |       |
| 48            | 3       | Patricia Taea           | Ilhas Cook                      | 12,34 | SB    |
| 49            | 1       | Lidiane Lopes           | Cabo Verde                      | 12,43 | NR    |
| 50            | 6       | Marlene Mevong          | Guiné Equatorial                | 12,56 |       |
| 51            | 5       | Regine Tugade           | Guam                            | 12,60 |       |
| 52            | 2       | Lihen Jonas             | Estados Federados da Micronésia | 13,70 |       |
|               | 2       | Charlotte Wingfield     | Malta                           | DQ    |       |
|               | 4       | Jamile Samuel           | Países Baixos                   | DQ    |       |

### Semifinal
Qualificação: Os 2 de cada bateria (Q) e os 2 melhores tempos  (q) avançam para a final. 
Vento: Bateria 1: +0,5 m/s, Bateria 2: +0,9 m/s, Bateria 3: -0,2 m/s.
| Classificação | Bateria | Atleta                  | Nacionalidade     | Tempo | Notas |
| ------------- | ------- | ----------------------- | ----------------- | ----- | ----- |
| 1             | 1       | Shelly-Ann Fraser-Pryce | Jamaica           | 10,82 | Q     |
| 2             | 3       | Dafne Schippers         | Países Baixos     | 10,83 | Q, NR |
| 3             | 2       | Tori Bowie              | Estados Unidos    | 10,87 | Q     |
| 4             | 1       | Blessing Okagbare       | Nigéria           | 10,89 | Q     |
| 4             | 3       | Veronica Campbell-Brown | Jamaica           | 10,89 | Q, SB |
| 6             | 2       | Kelly-Ann Baptiste      | Trinidad e Tobago | 10,90 | Q     |
| 7             | 2       | Natasha Morrison        | Jamaica           | 10,96 | q, PB |
| 8             | 3       | Michelle-Lee Ahye       | Trinidad e Tobago | 10,97 | q, SB |
| 9             | 3       | Murielle Ahouré         | Costa do Marfim   | 10,98 |       |
| 10            | 1       | Marie-Josée Ta Lou      | Costa do Marfim   | 11,04 | PB    |
| 11            | 1       | Sherone Simpson         | Jamaica           | 11,06 |       |
| 12            | 2       | Rosângela Santos        | Brasil            | 11,07 |       |
| 12            | 2       | Mujinga Kambundji       | Suíça             | 11,07 | NR    |
| 14            | 3       | Ivet Lalova             | Bulgária          | 11,13 |       |
| 14            | 1       | Semoy Hackett           | Trinidad e Tobago | 11,13 | SB    |
| 14            | 1       | English Gardner         | Estados Unidos    | 11,13 |       |
| 17            | 3       | Carina Horn             | África do Sul     | 11,15 |       |
| 18            | 2       | Viktoriya Zyabkina      | Cazaquistão       | 11,19 | PB    |
| 18            | 3       | Ezinne Okparaebo        | Noruega           | 11,19 |       |
| 20            | 1       | Asha Philip             | Grã-Bretanha      | 11,21 |       |
| 20            | 3       | Jasmine Todd            | Estados Unidos    | 11,21 |       |
| 22            | 1       | Wei Yongli              | China             | 11,27 | PB    |
| 23            | 2       | Chisato Fukushima       | Japão             | 11,32 |       |
| 24            | 2       | Ramona Papaioannou      | Chipre            | 11,38 |       |

### Final
A final ocorreu às 21:35.
Vento:  -0,3 m/s.
| Colocação         | Atleta                  | Nacionalidade     | Tempo | Notas |
| ----------------- | ----------------------- | ----------------- | ----- | ----- |
| Medalha de ouro   | Shelly-Ann Fraser-Pryce | Jamaica           | 10,76 |       |
| Medalha de prata  | Dafne Schippers         | Países Baixos     | 10,81 | NR    |
| Medalha de bronze | Tori Bowie              | Estados Unidos    | 10,86 |       |
| 4                 | Veronica Campbell-Brown | Jamaica           | 10,91 |       |
| 5                 | Michelle-Lee Ahye       | Trinidad e Tobago | 10,98 |       |
| 6                 | Kelly-Ann Baptiste      | Trinidad e Tobago | 11,01 |       |
| 7                 | Natasha Morrison        | Jamaica           | 11,02 |       |
| 8                 | Blessing Okagbare       | Nigéria           | 11,02 |       |

Legenda
| Recorde mundial       | Recorde mundial (World record)               |                       | Recorde africano                      | Recorde africano (African) |                                           | Q | Classificado por posição (Qualified) |
| Recorde do campeonato | Recorde do campeonato (Championship record)  | Recorde da América    | Recorde da América (Americas)         | q                          | Classificado por melhor tempo (Qualified) |   |                                      |
| Melhor marca do ano   | Melhor marca do ano (World leading)          | Recorde asiático      | Recorde asiático (Asian)              | DNS                        | Não largou (Did not start)                |   |                                      |
| Recorde nacional      | Recorde nacional (National record)           | Recorde europeu       | Recorde europeu (European)            | DNF                        | Não terminou (Did not finish)             |   |                                      |
| Recorde pessoal       | Recorde pessoal do atleta (Personal best)    | Recorde da Oceania    | Recorde da Oceania (Oceania)          | DSQ / DQ                   | Desclassificado (Disqualified)            |   |                                      |
| Recorde da temporada  | Recorde da temporada do atleta (Season best) | Recorde sul-americano | Recorde sul-americano (South America) | NM                         | Sem marca (No mark)                       |   |                                      |